# 乐贤街道
乐贤镇，是中华人民共和国四川省内江市市中区下辖的一个乡镇级行政单位。

## 行政区划
乐贤镇下辖以下地区：
黄荆坝社区、骑龙坳社区、乐贤社区、高坝村、万里坡村、乐贤村、黄荆坝村和丁和村。